# Hans-Peter Zaugg
Hans-Peter «Bidu» Zaugg (* 2. Dezember 1952 in Bern) ist ein ehemaliger Schweizer Fussballspieler und Fussballtrainer.
Ab 1990 war er beim Schweizerischen Fussballverband angestellt. Bekannt wurde er als Assistenztrainer unter den Nationaltrainern Roy Hodgson, Artur Jorge, Rolf Fringer und Gilbert Gress. Im Jahr 2000 war er auch kurze Zeit selbst Interimstrainer.
Anschliessend war Zaugg während einer Saison Trainer bei den Zürcher Grasshoppers und gewann mit ihnen den Schweizer Meistertitel. Sein Nachfolger wurde Marcel Koller. Ab Sommer 2002 war er ein Jahr Trainer beim FC Luzern, er stieg mit den Innerschweizern in die Challenge League ab. Von 2003 bis zum 17. Oktober 2005 arbeitete Zaugg in Bern beim BSC Young Boys. Im Januar 2006 wurde er zum Sportchef von Xamax Neuenburg gewählt. Im Dezember 2006 unterzeichnete er einen Vertrag als Nationaltrainer Liechtensteins und wurde somit der Nachfolger von Martin Andermatt. Ende Juli 2011 verlängerte er seinen Vertrag vorzeitig bis Juni 2013. Jedoch lösten der Liechtensteiner Fussballverband und Zaugg im gegenseitigen Einvernehmen den Vertrag vorzeitig Ende Oktober 2012 zum 31. Dezember 2012 auf.
Von Anfang Juli 2013 bis Ende August 2014 war er Trainer des FC Biel-Bienne.
Er ist seit dem 2. Dezember 2015 Cheftrainer beim FC Solothurn. 2017 wurde er zum Sportchef ernannt. Zum Ende der Saison 2023/24 trat er zurück.